# Galeria (Sicilia)
Galeria o Galarina (en griego, Γαλερία, Γαλαρία) fue una antigua ciudad de Sicilia.
La ciudad aparece atestiguada por dos tipos de monedas pertenecientes al siglo V a. C. El primer tipo tiene una iconografía que se relaciona con monedas de otras ciudades como Etna o Naxos y aparece la leyenda «ΣΟΤΕΡ» (se trata de una alusión al culto de Zeus Sóter) y «ΓΑΛΑ» y en un segundo tipo de monedas aparece la leyenda «ΓΑΛΑΡΙΝΟΝ».
Según cuenta Diodoro Sículo, en el año 345/4 a. C., la ciudad de Entela pidió ayuda a varias ciudades de Sicilia ante la devastación que estaban sufriendo por parte de los cartagineses. La única ciudad que respondió fue Galeria, con el envío de 1000 hoplitas, pero todos ellos murieron.
Es mencionada por Esteban de Bizancio con el nombre de Galarina, de la que señala que fue fundada por el sículo Morgos.
Se localiza en el monte San Mauro, al suroeste de la actual Caltagirone.